# Internet Systems Consortium
Internet Systems Consortium (ISC) — некоммерческая организация, занимающаяся поддержкой инфраструктуры всемирной глобальной сети Интернет. ISC занимается разработкой и поддержкой открытого программного обеспечения
ISC был основан в 1994 году Риком Адамсом, Карлом Маламадом и Полом Викси как Internet Software Consortium в целях разработки и поддержки эталонных реализаций программного обеспечения, предназначенного для функционирования Интернета. В 2004 году был переименован в Internet Systems Consortium.

## Продукты организации
ISC координирует разработку, оплачивает полный рабочий день ведущим разработчикам и просто поддерживает ряд пакетов программ, часть из которых играет важную роль в функционировании современной сети Интернет:
- DNS-сервер — BIND;
- DHCP-сервер — ISC DHCP; Kea DHCP
- Сервер предоставления услуг IPv4 поверх инфраструктуры IPv6 — AFTR (читается «after»);
- Сервер точного времени — NTPD;
- Сервер Usenet — InterNetNews (INN)[англ.];
- Набор инструментов для инфраструктуры регистратора записей о политиках маршрутизации — IRRToolSet;
- Набор инструментов для инфраструктуры регистратора доменов — OpenReg;
- Библиотеку разрешения доменных имен — libbind;

BIND, NTPD, DHCPD и INN являются эталонными реализациями соответствующих протоколов. IRRToolSet и OpenReg являются, вероятно, единственными в своем роде общедоступными продуктами.
Ранее консорциум также поддерживал текстовый браузер Lynx.

## Другая деятельность
ISC поддерживает один из корневых серверов DNS — F.ROOT-SERVERS.NET.
Основное общение пользователей продуктов консорциума происходит в списках рассылки.
Также ISC предоставляет услуги по обучению, консультациям и поддержке своих продуктов.

## Открытая лицензия
ISC разрабатывает свои продукты под собственной общедоступной, BSD-подобной лицензией. За пределами ISC эта лицензия активно используется в OpenBSD и ряде более мелких проектов. Суть лицензии сводится к: а) отказу от ответственности при использовании лицензируемого продукта; б) требованию сохранять пометку о копирайте и текст лицензии в распространяемых копиях.